# 鹿児島市交通局
鹿児島市交通局（かごしましこうつうきょく）は、鹿児島県鹿児島市の交通部門。市電（路面電車）と路線バスを運営する。なお鹿児島市営の交通事業として他に桜島フェリーが存在するが、これは鹿児島市船舶局が運営しており交通局とは関係しない。

## 歴史
- 1912年（大正元年）12月1日： 前身である鹿児島電気軌道が路面電車の運行を開始[1][注 1]。運行区間は現在の谷山線（武之橋 - 谷山）で、木造単車7両で運行した。
- 1928年（昭和3年）7月1日： 鹿児島市が鹿児島電気軌道を買収し、鹿児島市電気局として発足。路面電車事業を開始する（電車51両、貨車3両、散水車1両）。
- 1929年（昭和4年）12月28日： バス事業を開始。1931年（昭和6年）4月8日には鹿児島乗合自動車を吸収し、鹿児島市における当時のバス路線の多くを市営とした。
- 1933年（昭和8年）1月26日： 鹿児島市交通課に改組。
- 1944年（昭和19年）10月24日： 鹿児島市交通部に改組。
- 1945年（昭和20年）
  - 6月17日： 鹿児島大空襲により軌道部門、バス部門に甚大な被害を受ける[3]。62両の保有車両のうち59台が焼失・破損した[4]。
  - 6月29日： 谷山線復旧。市電運行再開。3両で運行[3]。
- 1947年（昭和22年）4月1日： 市バス運行再開[5]。
- 1952年（昭和27年）10月1日： 鹿児島市交通局に改組。
- 1985年（昭和60年）10月1日： 国道3号・国道10号の渋滞緩和のため上町線、伊敷線を廃止[6]。
- 1988年 - 併用軌道区間のセンターポール化を開始[6]。
- 1992年（平成4年）3月27日： 1988年から行っていたセンターポール化事業竣工（計8.75 km）[6]。
- 1993年（平成5年）8月7日：平成5年8月豪雨により軌道全線運休。全線運休は鹿児島大空襲によるもの以来のことであった[7]。
- 2001年（平成13年）3月1日： ノンステップバスを導入、運行開始。
- 2002年（平成14年）1月15日： 超低床電車である1000形電車を導入[4]。運用開始。
- 2004年（平成16年）11月1日： 桜島町の鹿児島市への編入に伴い、桜島町が運営していた桜島町営バスの事業を引き継ぎ、桜島島内にもバス路線を持つようになる。
- 2005年（平成17年）4月1日： かごしま共通乗車カード (Rapica) を供用。
- 2006年（平成18年）2月27日： ハイブリッドバス（超低床）を導入。運用開始。
- 2007年（平成19年）
  - 2月26日： CNGバス（超低床）を導入。運用開始。
  - 4月26日： 輸送力増強のため5連接構造の新型超低床電車7000形2編成を新たに導入。運用開始。
- 2012年（平成24年）12月1日： 開業100周年で観光レトロ電車「かごでん」運用開始。
- 2015年（平成27年）
  - 5月1日： 局舎・電車関連施設を上荒田町のJT工場跡へ移転[8]。同時に一部の電停・バス停の名称も変更。
  - 10月1日： バス関連施設を新栄町と浜町へ分散移転。
- 2017年（平成29年）3月30日： 2連接構造の超低床電車7500形（1次車）を2両運用開始。
- 2018年（平成30年）4月1日： 車内での英語放送、及び（公式発表以前からあった）電停ナンバリング表示を正式に導入[9]。
- 2019年（平成31年）3月1日： 2連接構造の超低床電車7500形（2次車）を追加で2両運用開始。7500形は合計4両に。
- 2020年（令和2年）2月1日 - 2021年（令和3年）3月26日： 鹿児島駅前電停建替工事のため、鹿児島駅前 - 桜島桟橋通間が運休[10][11]。
- 2020年（令和2年）4月1日 ：バス16路線を鹿児島交通、南国交通に移譲。
- 2021年（令和3年）4月1日： バス4路線を南国交通に移譲。
- 2023年（令和5年）10月1日： バス路線の運賃を全線均一230円に統一。[12]

## 鹿児島市電
| 利用者数推移 | 利用者数推移 |
| 年度         | 年間乗車人員 |
| ------------ | ------------ |
| 2003         | 10,188,000   |
| 2004         | 10,572,000   |
| 2005         | 10,632,000   |
| 2006         | 11,295,000   |
| 2007         | 11,102,000   |
| 2008         | 10,868,000   |
| 2009         | 10,397,000   |
| 2010         | 10,537,000   |
| 2011         |              |
| 2012         | 10,287,000   |
| 2018         | 11,070,000   |

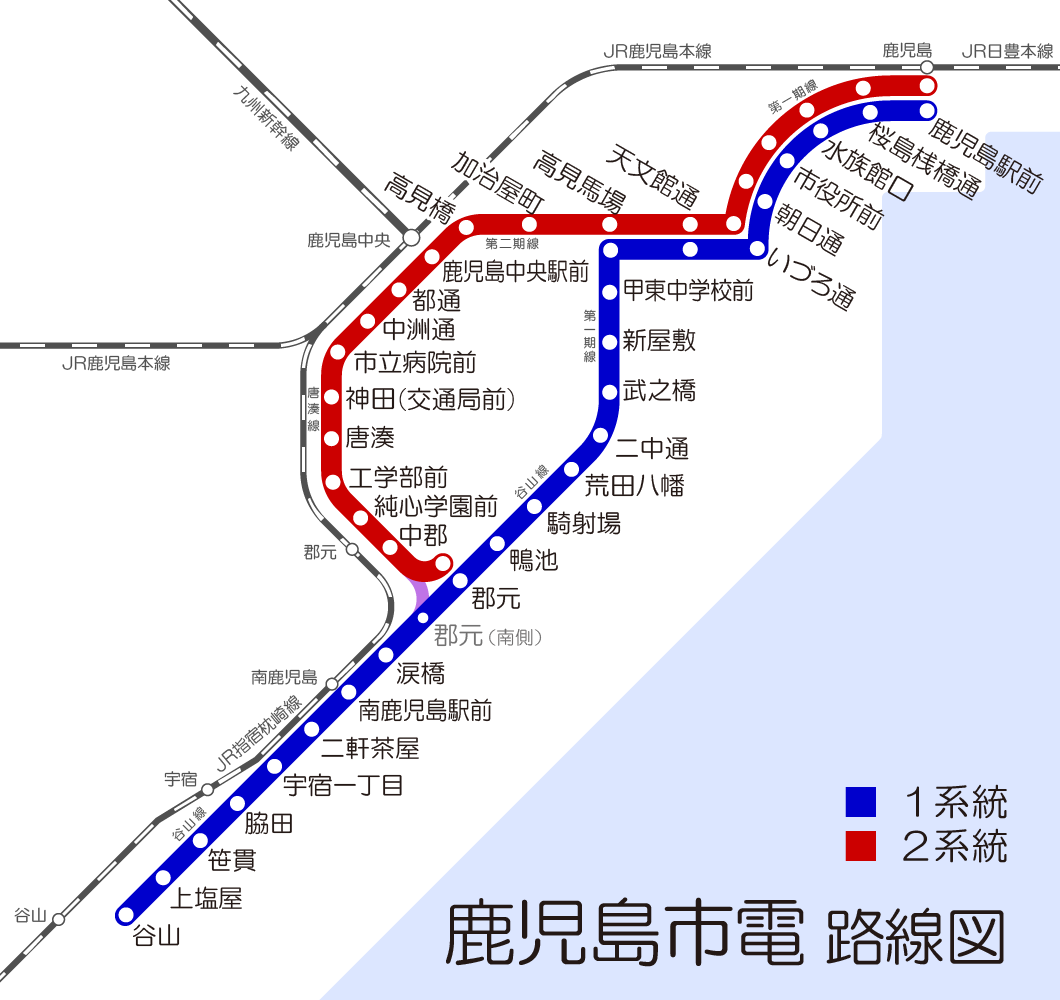
鹿児島市電の路線図

鹿児島市電は日本最南端の路面電車である。年間延べ約1千万人の利用客があり、特に谷山 - 天文館通間、鹿児島中央駅前 - いづろ通間は利用率が高い。2016年度は1億3047万5000円の黒字を計上している。
鹿児島市電の停留所は「電停」と呼ばれ、JRの駅と区別される。各電停には電車接近表示器の表示端末が設置されており、後述の運行管理システムからの出力情報により後方3電停以内にいる電車の位置がわかるようになっている。鹿児島中央駅の地下通路においては、案内用ピクトグラムがJR線は列車の前面を描いたものであるのに対し、市電は電車の側面を描いたものである。

### 路線・系統

#### 現存路線・系統
路線
以下の4路線（計13.1 km）から成り立っている。軌間は（廃止路線も含め）全線1435 mm。
| 路線名   | 起点           | 終点           | 全線開業日     | 備考  |
| -------- | -------------- | -------------- | -------------- | ----- |
| 第一期線 | 武之橋         | 鹿児島駅前     | 1914年12月20日 |       |
| 第二期線 | 高見馬場       | 鹿児島中央駅前 | 1915年12月17日 |       |
| 谷山線   | 武之橋         | 谷山           | 1912年12月1日  | [* 1] |
| 唐湊線   | 鹿児島中央駅前 | 郡元           | 1959年12月20日 |       |

1. ↑  涙橋 - 谷山は専用軌道

運行系統
以下の2つの系統が運行されている。両系統とも7.5分間隔で運行されており、天文館通 - 鹿児島駅前間では一部時間帯に続行運転が行われている。
| ラインカラー | ラインカラー | 記号 | 番号  | 起点       | 経由地                                                                         | 終点 |
| ------------ | ------------ | ---- | ----- | ---------- | ------------------------------------------------------------------------------ | ---- |
|              | 青           | I    | 1系統 | 鹿児島駅前 | 市役所前 - 天文館通 - 高見馬場 - 武之橋 -騎射場 - 郡元 - 南鹿児島駅前 - 脇田   | 谷山 |
|              | 赤           | N    | 2系統 | 鹿児島駅前 | 市役所前 - 天文館通 - 高見馬場 - 加治屋町 - 鹿児島中央駅前 - 市立病院前 - 唐湊 | 郡元 |
その他神田（交通局前）、市立病院前、脇田発着、また平日には臨時運行があり、鹿児島駅前 - 鹿児島中央駅前 - 郡元（南側） - 谷山の直通系統、鹿児島駅前発鹿児島中央駅前経由脇田行き、脇田始発の1系統がある。さらに、7月の「かごしま夏祭」、11月の「おはら祭」の時には、高見馬場 - 朝日通間が歩行者天国になる関係で、谷山→騎射場→鹿児島中央駅前→郡元→谷山およびその逆方向の「9」字状運行、朝日通 - 鹿児島駅前の区間系統が臨時運行される（「おはら祭」本祭の11月3日は「9」字状運行のみ）。

#### 廃止路線・系統
路線
以下の2路線を有していたが、いずれも1985年9月30日をもって廃止された。
1960年代後半以降、伊敷線は国道3号線、上町線は国道10号線の渋滞により廃止を望む声も多かった。上町線は1945年4月に日本本土空襲により破壊、1948年に経路を変更して復旧されたが、モータリゼーションの進行により存続の危機に晒されたためこれらの不採算路線を廃止し存続を図った。
| 路線名 | 起点     | 終点   | 全線開業日     | 備考                                        |
| ------ | -------- | ------ | -------------- | ------------------------------------------- |
| 上町線 | 市役所前 | 清水町 | 1961年4月1日   | 1945年4月空襲により休止、1948年12月28日再開 |
| 伊敷線 | 加治屋町 | 伊敷町 | 1961年12月16日 |                                             |
運行系統
上記路線の廃止に伴って下記系統が現在の系統に再編された。下記のほか、かつて朝ラッシュ時には、通常利用されない渡り線を利用して環状運転する臨時の系統も存在した（現在でも一部残存）。なお臨時系統での乗換券の発行は無かった。
| 番号  | 経由地                                                                           |
| ----- | -------------------------------------------------------------------------------- |
| 1系統 | 現在と同じ                                                                       |
| 2系統 | 清水町 - 市役所前 - 天文館 - 高見馬場 - 西鹿児島駅前（現・鹿児島中央駅前）- 郡元 |
| 3系統 | 鹿児島駅前 - 市役所前 - 天文館 - 高見馬場 - 加治屋町 - 伊敷町                    |

#### 計画路線
鹿児島市は、谷山電停からJR谷山駅までの延伸計画について、2002年度からその可能性を調査していたが、2006年4月、県道の渋滞を招くなどの理由から断念することを表明した。しかし、鹿児島市・鹿児島市議会・地元谷山の住民や商店街・周辺の教育機関などから要望があり、JR谷山駅から慈眼寺駅周辺の線路高架計画に基づき再検討されている。JR指宿枕崎線高架の市電のアンダークロスへの対応については谷山駅の「駅周辺」の項を参照のこと。
なお、他方面（県庁・与次郎・ウォーターフロント地区方面等）への延伸も検討されており、2012年度の鹿児島市の当初予算案にウォーターフロント地区への観光向け路線の調査検討費用が計上され、桜島フェリー乗り場、種子屋久航路の高速船乗り場を通るルートなどが検討されており、鹿児島市により以下の5ルート案が2012年2月20日に示された。
| - マイアミ通りA - いづろ通 - 桜島フェリーターミナル - マイアミ通りB（既存路線利用の周回路線） - いづろ - 市役所前 - マイアミ通り・鹿児島駅 - いづろ - 鹿児島駅前 | - みなと大通りB - 市役所 - 種子屋久高速船ターミナル - 大門口・みなと大通り（既存路線利用の周回路線） - いづろ - 大門口 - 市役所前 |

これらの路線について、2015年と2019年に改訂された『鹿児島市LRT整備計画』においては上記の延伸計画についてふれられていなかった。
しかし、平成30年度より路面電車観光路線基本計画策定委員会が設置され、観光目的となる路線延長について検討が再開され、ルート案等の評価が実施されている。

### 軌道

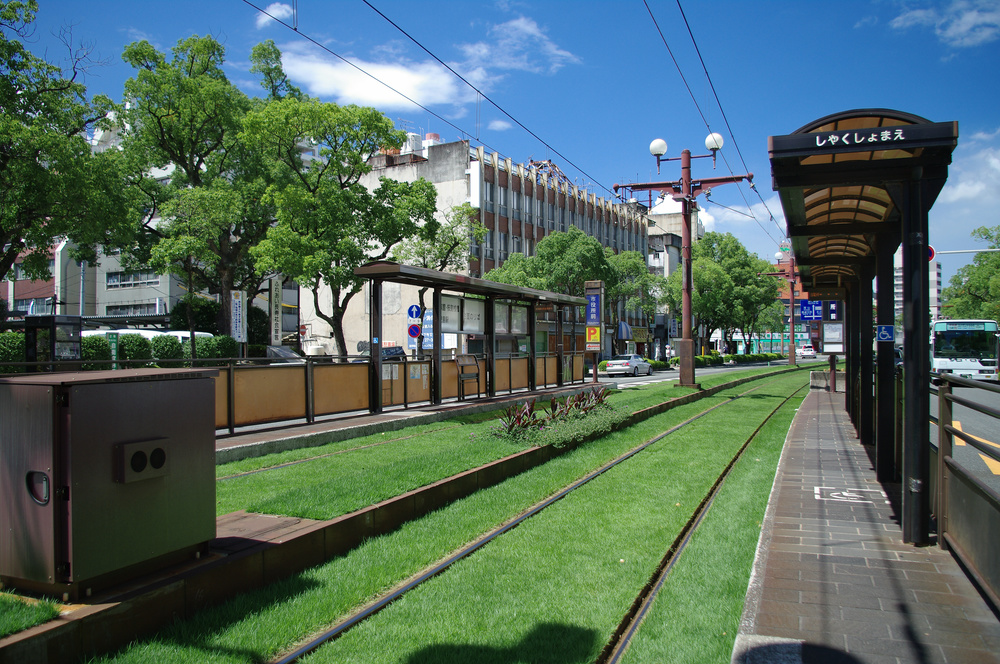
緑化された軌道敷（市役所前電停）

センターポール化事業
1988年 - 1992年にかけて、専用軌道である涙橋 - 谷山を除く併用軌道計8.75 kmで実施された。他の都市に先駆けて行われたこの事業は、架線に遮られた空の景観を取り戻したばかりでなく、無理な右折車を減少させることにも成功した。これにより定時運行が可能となり、利便性が向上、さらに、新車導入、冷房化達成も重なったため、市電部門を黒字へ転換させた。当初はダイエー鹿児島店（現・イオン鹿児島鴨池店）側 - 涙橋間は専用軌道であったため、工事の予定は無かったが、涙橋の架け替えのため、センターポール化区間に加えられた。
また高見橋については、県による橋梁工事の際に先行してセンターポール化が行われたため、ポールのデザインが異なっている。
軌道敷緑化整備事業
2004年に西鹿児島駅前電停を鹿児島中央駅前電停と改名の上移転した際に、電停内の軌道に芝を植えた事から開始された。電車から発生する熱やオイルなどの影響が軽微という事が確認され、2006年から本格的に実施されている。南九州に広く分布するシラスを材料にした保水性と排水性に優れたブロックを使って、鹿児島中央駅前 - 鹿児島駅前の軌道敷を芝生により緑化し、夜間はライトアップをするというものである。2007年3月、鹿児島中央駅前 - 高見馬場が部分的に完成し、4月26日に記念式典が行われた。さらに、11月3日のおはら祭に間に合わせるべく、10月までに高見馬場 - 市役所前の緑化が完成。2008年に入り3月末までに市役所前 - 鹿児島駅前の緑化が完成し、5月23日に記念式典が行われた。
市民に好評で、ヒートアイランドへの対策効果が確認されたことなどから、2008年度は新たに高見馬場 - 新屋敷、鹿児島中央駅前 - 中洲通の区間で緑化工事が行われた。2018年時点で専用軌道区間（涙橋 - 谷山）以外の緑化が完了している。緑化軌道のメンテナンスには500形電車を改造した散水電車と芝刈装置から成る世界初の「芝刈り電車」を開発、2010年5月27日終電後から本格稼働を開始した。

### 運行管理システム
随所に設けたトロリーコンタクターと車両番号読取装置により電車の位置を検出し、運行を集中的に管理する運行管理システムを導入しており、車両無線も活用して運行間隔の適正化や異常時の迅速な対応、電車接近表示器への出力による利用者への案内を図っている。

### 車両

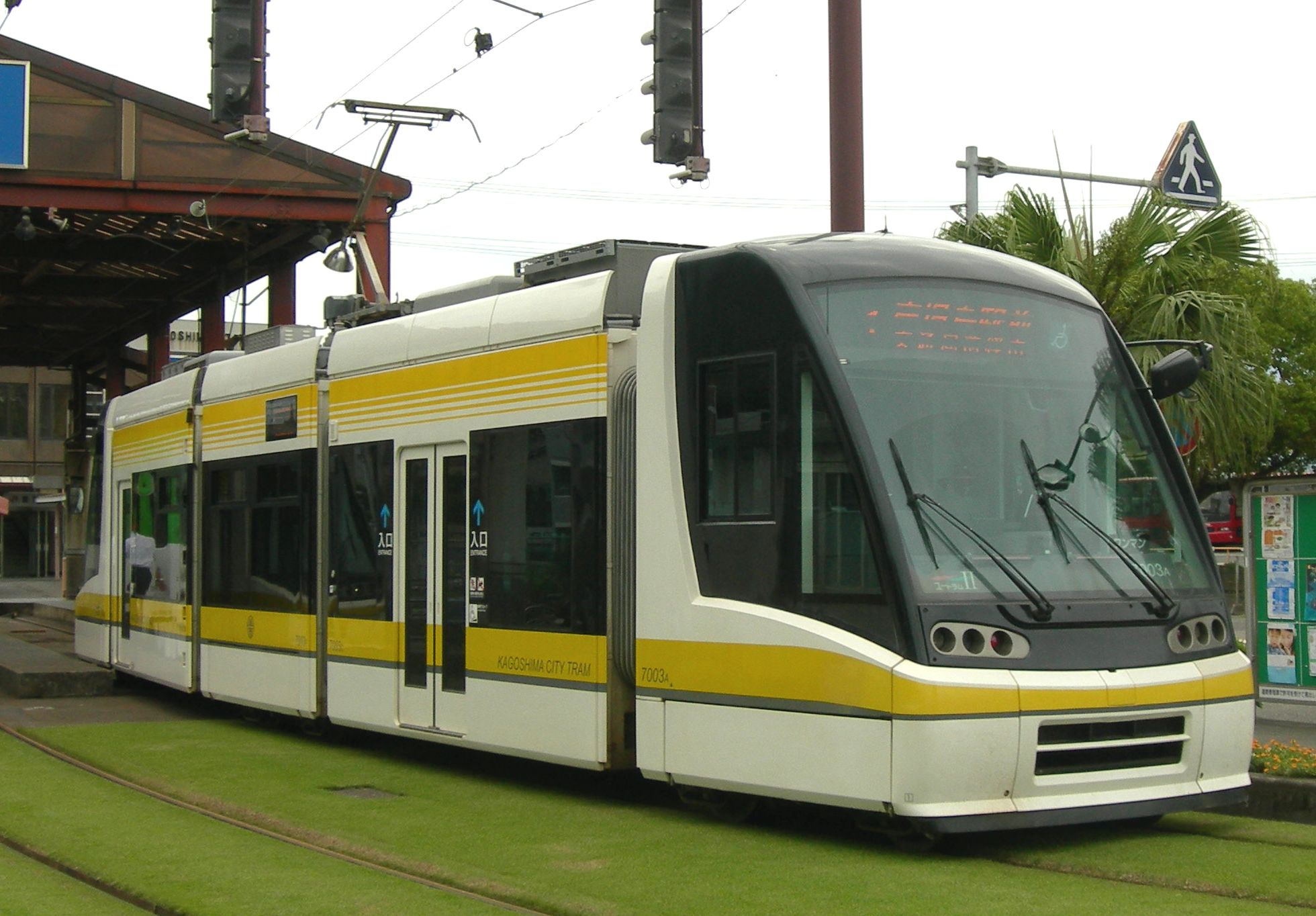
鹿児島市電7000形（ユートラムII）

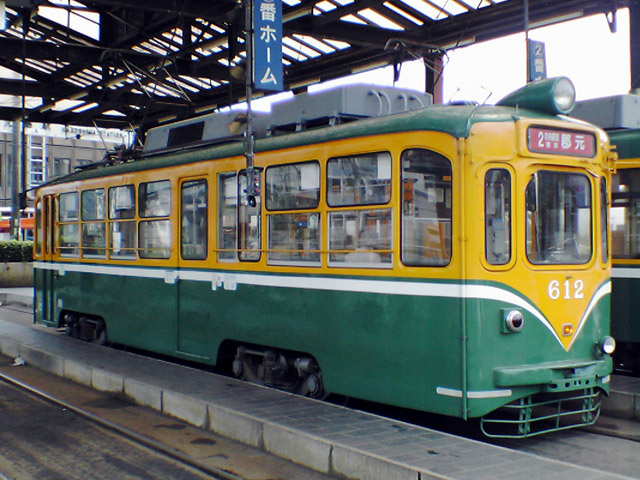
鹿児島市電600形（標準塗装）

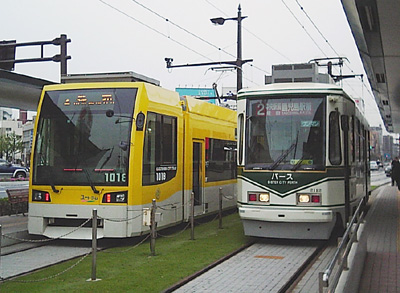
鹿児島市電1000形と2110形

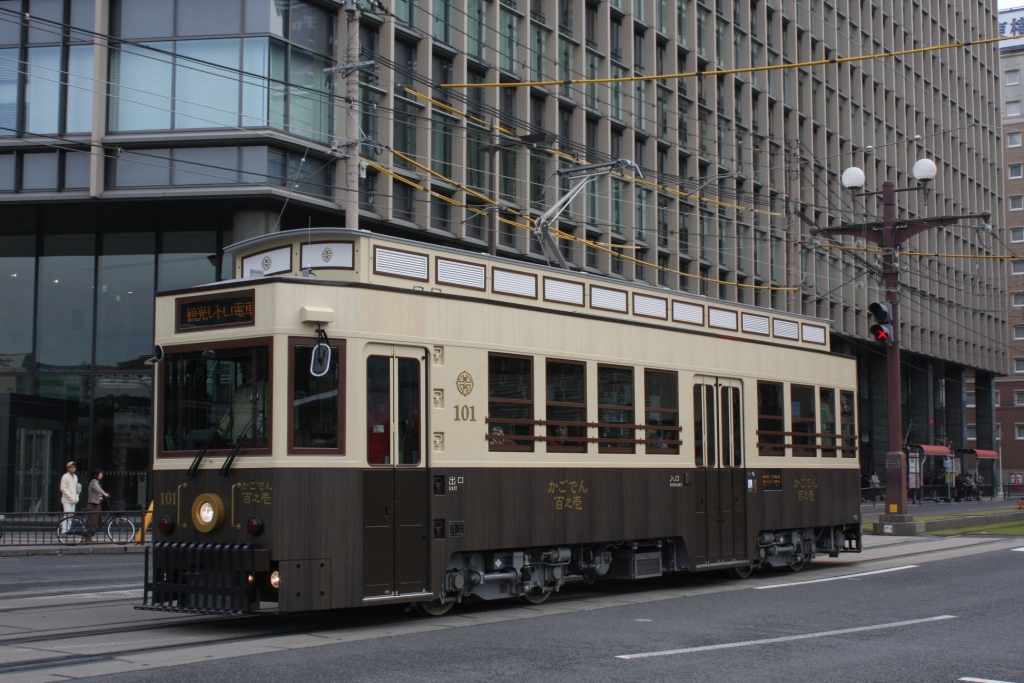
鹿児島市電100形（かごでん）

元々は自局発注（一部は自局製造）と大都市圏（主に東京と大阪）で廃車となった車両を譲り受けたものが半数ずつという状況であった。他社からの譲り受けは1970年代の700・800形を最後に行われていない。
桜島による降灰のために夏季に窓を開放することができない鹿児島という都市の持つ特殊事情のため、災害対策の一環という位置付けで車両の冷房化を他の公共交通機関に先駆ける形で急ピッチで推進した。この結果、1986年には国鉄の鹿児島車両所（現・JR九州鹿児島車両センター）所属車両にも先駆けて、常用車両の完全冷房化を完了している（常用ではない700形は1990年に改造）。
1989年以降は市電の復権とバブル景気の後押しもあり、相次いで新造車を登場させている（2100形 - 2140形）ほか、車体更新により延命が図られた車両も存在する（800形→9500形）。2002年に就役した1000形は日本初の純国産超低床電車である。
2012年12月より、鹿児島市における路面電車の運行開始から100周年を迎えたことを記念して「観光レトロ電車」が導入された。形式番号は100周年を記念することから100形とされた。しかし、2021年12月に乗客数低迷などを理由として2021年末で廃止されることが発表された。その後、同電車は2022年1月4日から通常営業車両として運用されている。

#### 現在の車両
- 500形 1両（501）
- 600形 9両（601 - 603, 605, 611 - 615）
- 2100形 2両（2101, 2102）
- 2110形 3両（2111 - 2113）
- 2120形 2両（2121, 2122）
- 2130形 2両（2131, 2132）
- 2140形 2両（2141, 2143）
- 9500形 15両（9501 - 9515）- 800形（元大阪市電2601形）の車体更新車
- 9700形 2両（9701, 9702）
- 1000形 9編成（1011 - 1019）- 愛称: ユートラム、3連接構造
- 7000形 4編成（7001 - 7004）- 愛称: ユートラムII、5連接構造
- 7500形 4編成 (7501 - 7504) - 愛称: ユートラムIII、2連接構造
- 100形（2代） 1両（101）- 愛称: かごでん（観光レトロ電車）
- 20形 1両（花3）- 花電車、元500形504[28]
- 散水電車と芝刈装置 1両 - 500形改造の事業用車両（芝刈り電車）

#### 過去の車両
- 1形 17両（1 - 17）
- 18形 18両（18 - 35）
- 50形 16両（50 - 65）
- 100形（初代） 10両（101 - 110）
- 200形 6両（201 - 206）- 元大阪市電901形
- 210形 4両（211 - 214）- 元大阪市電801形
- 300形 10両（301 - 310）- 元東京都電
- 400形 16両（401 - 416）- 元東京都電
- 460形 2両（461, 462）- 400形の機器流用車
- 700形 4編成（701 - 704）- 元大阪市電3001形
- 800形 32両（801 - 832） - 元大阪市電2601形

#### 車両数の変遷
| 年度       | 460形 | 500形 | 600形 | 800形 | 700形 | 2100形 | 2110形 | 2120形 | 2130形 | 2140形 | 9500形 | 9700形 | 1000形 | 7000形 | 合計（冷房車） |
| ---------- | ----- | ----- | ----- | ----- | ----- | ------ | ------ | ------ | ------ | ------ | ------ | ------ | ------ | ------ | -------------- |
| 1982       | 2     | 15    | 16    | 32    | 4     |        |        |        |        |        |        |        |        |        | 69(2)          |
| 1983       | 2     | 15    | 16    | 32    | 4     |        |        |        |        |        |        |        |        |        | 69(4)          |
| 1984       | 2     | 15    | 16    | 32    | 4     |        |        |        |        |        |        |        |        |        | 69(9)          |
| 1985       | 2     | 15    | 16    | 32    | 4     |        |        |        |        |        |        |        |        |        | 69(14)         |
| 1986       | 2     | 13    | 16    | 20    | 4     |        |        |        |        |        |        |        |        |        | 55(24)         |
| 1987       | 2     | 13    | 16    | 15    | 2     |        |        |        |        |        |        |        |        |        | 48(46)         |
| 1988       | 2     | 13    | 16    | 15    | 2     |        |        |        |        |        |        |        |        |        | 48(46)         |
| 1989       |       | 13    | 16    | 15    | 2     | 2      |        |        |        |        |        |        |        |        | 48(46)         |
| 1990       |       | 13    | 16    | 15    | 2     | 2      |        |        |        |        |        |        |        |        | 48(48)         |
| 1991       |       | 13    | 16    | 15    | 2     | 2      | 3      |        |        |        |        |        |        |        | 51(51)         |
| 1992       |       | 13    | 13    | 15    | 2     | 2      | 3      | 2      |        |        |        |        |        |        | 50(50)         |
| 1993       |       | 13    | 13    | 15    | 2     | 2      | 3      | 2      | 2      |        |        |        |        |        | 52(52)         |
| 1994       |       | 13    | 12    | 15    |       | 2      | 3      | 2      | 2      | 2      |        |        |        |        | 51(51)         |
| 1995       |       | 13    | 12    | 13    |       | 2      | 3      | 2      | 2      | 2      | 2      |        |        |        | 51(51)         |
| 1996       |       | 13    | 12    | 10    |       | 2      | 3      | 2      | 2      | 2      | 5      |        |        |        | 51(51)         |
| 1997       |       | 13    | 12    | 7     |       | 2      | 3      | 2      | 2      | 2      | 8      |        |        |        | 51(51)         |
| 1998       |       | 13    | 12    | 4     |       | 2      | 3      | 2      | 2      | 2      | 11     | 2      |        |        | 53(53)         |
| 1999       |       | 13    | 12    | 2     |       | 2      | 3      | 2      | 2      | 2      | 13     | 2      |        |        | 53(53)         |
| 2000 -2002 |       | 13    | 11    |       |       | 2      | 3      | 2      | 2      | 2      | 15     | 2      |        |        | 52(52)         |
| 2003       |       | 10    | 11    |       |       | 2      | 3      | 2      | 2      | 2      | 15     | 2      | 3      |        | 52(52)         |
| 2004       |       | 10    | 11    |       |       | 2      | 3      | 2      | 2      | 2      | 15     | 2      | 6      |        | 55(55)         |
| 2005       |       | 8     | 11    |       |       | 2      | 3      | 2      | 2      | 2      | 15     | 2      | 9      |        | 56(56)         |
| 2006       |       | 8     | 10    |       |       | 2      | 3      | 2      | 2      | 2      | 15     | 2      | 9      |        | 55(55)         |
| 2007       |       | 8     | 10    |       |       | 2      | 3      | 2      | 2      | 2      | 15     | 2      | 9      | 2      | 57(57)         |
| 2008       |       | 6     | 10    |       |       | 2      | 3      | 2      | 2      | 2      | 15     | 2      | 9      | 4      | 57(57)         |
| 2009       |       | 6     | 10    |       |       | 2      | 3      | 2      | 2      | 2      | 15     | 2      | 9      | 4      | 57(57)         |
| 2010       |       | 4     | 10    |       |       | 2      | 3      | 2      | 2      | 2      | 15     | 2      | 9      | 4      | 55(55)         |
| 2011       |       | 4     | 10    |       |       | 2      | 3      | 2      | 2      | 2      | 15     | 2      | 9      | 4      | 55(55)         |
| 2012       |       | 4     | 10    |       |       | 2      | 3      | 2      | 2      | 2      | 15     | 2      | 9      | 4      | 55(55)         |

- 事業用車除く
- 1982・83年は1月1日現在、84年以降は4月1日現在
- 『私鉄車両編成表』各年版、ジェー・アール・アール

#### 塗装
1950年代
ほぼすべての車両が青の濃淡の2色塗りであった。50年代後半になると緑の濃淡の2色塗りも登場する。
1960年代
1950年代からの青の濃淡、緑の濃淡が標準であった。60年代後半になると後々まで標準となる緑と黄色の塗装が登場した。また、1967年からワンマン化改造が開始されると区別のため改造された車両は白帯が入れられた。
1970年代前半
ほとんどの車両が緑と黄色の標準塗装であった。ワンマン化時に入れられた白帯がそのままの車両も存在した。
1970年代後半
ほぼすべての車両が緑と黄色の標準塗装であった。1979年イメージアップのため試験塗装が登場した。これらは市民からの公募であった。錦江湾のブルーをイメージした青ベースの塗装、南国の太陽をイメージしたオレンジベースの塗装、レンガ色ベースの塗装が存在した。このうちレンガ色ベースの塗装は上半分が朱色がかった桃色・下半分が白色に塗り直され、1980年代まで残存するが、その他の塗装は評判が芳しくなく短期間で消滅した。
1980年代前半
ほとんどの車両が緑と黄色の標準塗色であった。一部車両にはワンマン化当時ワンマン改造済であることを示す白帯が入っていた。一部の800形については上半分が朱色がかった桃色・下半分が白色に塗装された。広告車両については、2007年現在に見かけるような全面広告車は存在せず、下半分を白色としてその上に広告を塗装したものであったが、これは全面広告車が都市景観上批判を浴びたことを受けて市が広告規制を行ったためである。
1980年代後半 - 1990年代前半
すべての車両が、クリーム色にオレンジの帯線の入った塗装へ変更された。この塗装は2種類あり、複雑な塗り分けが正式な塗装、単純な塗り分けは腰下広告を入れる際に簡略化した塗装であった。ただし厳密に使い分けされていたわけでなく、広告が入っていなくても単純な塗り分けであったものや、複雑な方の塗り分けでも広告が入っていた例も見られた。2100形からは独自の塗装が登場し、2110形以降の2100系列は2140形以外ほとんどが姉妹都市を記念した塗装になっている。広告車両の車体への塗装範囲については80年代前半と比べ、大きな変化はなかった。
1990年代後半
全面広告車が登場した。9500形も独自の小豆色基本の塗装で登場した。1998年以降に登場した9700形はいおワールドかごしま水族館の開館を記念した水色の帯の塗装になった。500形へ9500形風の塗装を施した車両もあったが、モノトーンで無機質な感じであるとして広まることはなかった。
2000年代
2001年より、非広告塗装車はかつての緑と黄色の2色塗りに白帯というスタイルに戻った。しかし緑色部分の色調が1980年代のものより若干明るめである。また、登場以来この塗装になったことのなかった車両（9500形・2100形）にも塗装されている。当初は標準塗色に部分広告を施した車両が存在したが、現存しない。2001年に登場した1000形は黄色ベースの塗装で登場した。2007年登場の7000形は白色に黄色帯を巻いている。広告塗装車も窓部分にシールを貼るなど形態は多様化している。また1000形は低床車であることを強調するため文字や小さいロゴなどによる部分広告車となっている。
2010年代
1000形には全面広告車や中間車のみの広告車が登場した。2017年登場の7500形は黄色に緑帯を巻き前面は黒といった塗装である。600形の602号では2016年より標準塗装の黄色部分がオレンジ色となったことから、さながら国鉄湘南色のようであり運行頻度も多いことからよく目にされる。同様の塗装が614号にも施されている。

### 局舎の移転
局舎は長らく高麗町に置かれていたが、交通局本局の施設の老朽化対策や施設設備の機能見直しを図り、電車部門を2015年5月にJT鹿児島工場跡地（鹿児島市上荒田町）へ鹿児島市立病院と共に移転した。移転先は跡地のうち南側の約13,000m2で、局舎（事務室、乗車券販売所、運行管理室）、変電所、整備工場が新設された。なお、バス部門は2015年10月に新栄町と浜町に分散移転した。
これに伴って「交通局前」バス停および電停は2015年に二中通に変更された。

### 運賃
普通旅客運賃は、全区間大人170円・小児80円均一。

乗り換え制度があり、定期便で直通運転のない「甲東中学校前 - 鴨池間あるいは涙橋 - 谷山間の各停留所」と「加治屋町 - 中郡間の各停留所」相互間を、高見馬場あるいは郡元で1系統と2系統を60分以内に乗り継いで乗車する場合にこの制度が適用される。現金払いにて乗り継ぐ場合は乗り換え停留所にて乗り換え券が発行され、1回に限り無料で乗り換えできる。ICカードで乗り継ぐ場合は乗り換え停留所にてそのまま乗り換え先の電車に乗り継ぐことで、乗り換え先の電車において運賃の引き落としが発生しない。詳しくは各電停の記事を参照のこと。
往復通勤定期が20,350円（3ヶ月）、往復通勤定期が7,140円（1ヶ月）である。往復通学定期は14,540円（3ヶ月）、5,100円（1ヶ月）である。

#### 運賃の変遷
大人運賃（1971年以降）
- 1971年（昭和46年）12月21日〜 30円
- 1974年（昭和49年）1月10日〜 40円
- 1975年（昭和50年）3月1日〜 60円
- 1976年（昭和51年）10月1日〜 80円
- 1978年（昭和53年）10月23日〜 100円
- 1980年（昭和55年）10月24日〜 120円
- 1982年（昭和57年）10月23日〜 130円
- 1983年（昭和58年）12月1日〜 140円
- 1985年（昭和60年）4月15日〜 150円
- 1990年（平成2年）6月1日〜 160円
- 2014年（平成26年）4月1日〜 170円

## 鹿児島市営バス
2004年11月1日の5町編入以前の鹿児島市内全域に路線を持つ。ただし歴史節で前述したように、桜島町のバス事業を引き継いだことから旧桜島町域にも路線を保有している。鹿児島市内の観光地を巡る路線バス「カゴシマシティビュー」や桜島の西側の観光地を巡る路線バス「サクラジマアイランドビュー」も運行している。かつては、定期観光バスも運行していた。
貸切バス事業も行っている。

### 路線
鹿児島市営バスでは各運行系統を「1系統」「2系統」などではなく「1番」「2番」と称しており、旧桜島町営バス路線もこの呼び方に統一されている。これに倣い、他社の運行系統も、「1番」「2番」と称している。また、南国交通と相互運転している市営バスの「4番」「26番」の南国交通の運行系統は、それぞれ「市4番」「市26番」と市営バス系統と判るようになっている。
かつては急行バスが一部路線（15番、24番、26番）で設定されていたが、この当時の急行バスは全て廃止されている。
なお、2024年12月現在、20番、24番の2路線で急行バスが復活しており、20番線は2本、24番線は1本運転されている（20番:鹿児島中央駅始発→鴨池港行き、24番:緑ヶ丘団地始発→市役所前行き）。
【7】原良線は【26】に吸収され、【26-2】明和線（原良経由）として運行している。
欠番になった【7】を南国交通との相互乗り入れの明和・中央駅西口線として運行開始した。
【4】坂元・西紫原線は、乗客減少と南国交通との相互乗り入れ実施により廃止され、代わりに、元々は【11-2】鴨池・冷水線であった路線を一部変更し、また、終起点も変更して【4】城山・玉里線とし、南国交通との相互乗り入れを始めた。南国交通の路線上にはない『紫原3丁目』方面は【3】玉里団地線に編入する形で、【3】玉里・西紫原線となった。
2011年3月1日付けで、JR九州新幹線全線開業に合わせた路線再編を伴う大規模なダイヤ改正が行われ、【1】伊敷ニュータウン線で鹿児島中央駅発着の【1-2】が、【15】東紫原線で鹿児島中央駅経由の【15-2】が新設、【20】緑ヶ丘・鴨池港線に急行バスが復活した。一方、【35】中央駅西口・玉江循環線が【23】紫原・武町線に統合される形で廃止された。この改正では、【35】の経路を継承した【23】が天神南・広木住宅を経由する市役所前発着の循環路線から、広木農協前始発・西高校前（当時）終着の路線に変更され、経由しなくなった広木住宅・森山団地が市営バスの営業エリアから外れた。
2011年4月25日付けで【25】唐湊線のみダイヤ改正が行われ、「唐湊福祉館前」発着の経路が追加された。
2011年10月18日付けで、桜島周遊バス（サクラジマアイランドビュー）が運行開始。
2013年4月1日付けでダイヤ改正が行われ、【15-2】東紫原線（中央駅経由）及び【18】大学病院線の一部走行区間が変更。従来の「郡元」バス停経由から2012年に開通した「東紫原陸橋」を経由する経路に変更となった。
2015年1月16日付けで、【40】武岡台高校線が分割され、【40-2】が新設された。朝の武岡台高校行きは、緑ヶ丘団地→伊敷脇田、新設された鹿児島中央駅→城西公園前が【40-2】、伊敷ニュータウン西入口→原良小学校前が引き続き【40】、花岡通→武岡台高校が【40】・【40-2】両方での運行となった。一方、夕方の緑ヶ丘団地行きは変更が無く、武岡台高校から永吉・下伊敷・伊敷ニュータウン西入口を経由し緑ヶ丘団地まで引き続き【40】のみの運行となっている。
2015年5月1日付けで、電車施設および鹿児島市立病院の移転に合わせて関連する一部バス停の名称が変更された。また、鹿児島県立鹿児島西高等学校が2012年3月に閉校した現状に合わせ、「西高校前」バス停が「旧西高校前」に改称された（この時点ではダイヤ改正は無く、旅客案内面でのバス停の名称変更とそれに伴う設備改修のみ）。
2015年9月24日付けで、翌月10月1日からのバス施設の移転・供用開始に合わせた大規模なダイヤ改正が実施された。特に、【3】玉里・西紫原線では始発が紫原三丁目から鶴ヶ崎橋に路線延長で変更され、さらに鹿児島中央駅 - 高見馬場が「共研公園前」・「甲東中学校前」経由から「加治屋町」経由に変更されるなど、一部路線で路線の延長や経路変更が行われた。またこの改正では、前記【3】玉里・西紫原線の経由変更によって市営バスの鹿児島中央駅 - 高見馬場のルートがすべて「加治屋町」経由に統一された。【3】玉里・西紫原線は、日中は北営業所前から鹿児島中央駅までと、市役所前から鶴ヶ崎橋までの運行である。朝夕の数便のみ、北営業所前から鶴ヶ崎橋までの運行となっている。
2017年4月1日付けで、「旧西高校前」バス停が、位置を移設のうえ「高齢者福祉センター伊敷」に名称変更となり、「旧西高校前」発着だった路線で行き先等の変更が行われた。なお、「旧西高校前」の位置のバス停は前日の2017年3月31日をもって一時廃止されたが、同年12月15日付けで、新設の「中福良」バス停として復活している。
2017年10月23日付けで、【1】伊敷ニュータウン線、【5】日当平線、【24】伊敷線の3路線で、一部便が鹿児島中央駅への乗り入れを開始した。この3路線では、加治屋町 - 千石馬場を含む既存の定期券を所持している場合、暫定的に既存の定期券でも鹿児島中央駅での乗降が認められている。なお、この改正で鹿児島中央駅に乗り入れるようになった路線のうち【1】伊敷ニュータウン線では、それまで鹿児島中央駅発着で独立していた【1-2】が独立した路線から降格し、『【1】伊敷ニュータウン線のうち、経路途中の「鹿児島中央駅」を始発・終着とする便（加治屋町 - 市役所前に乗り入れない便）は【1-2】』と案内が改められた。また、改正前後でそれまで鹿児島中央駅発着便として【1】とは別立てで【1-2】を表記していた公式サイトの路線一覧ページでも、【1-2】の表記が削除された。
2018年1月13日付けで、観光周遊バスのシティビューのうち、昼間に運行される「城山・磯コース」と「ウォーターフロントコース」が統合され、「カゴシマシティビュー」と一本化された。これにより、ザビエル公園前・南洲公園入口・祇園之洲公園前のバス停にはシティビューが停車しなくなり、一部経路や停車順序が変更となった。
2018年10月1日付けで、【27】県庁・与次郎線が一部経路変更となり、4つのバス停が新設された。この経路変更で【27】県庁・与次郎線は「鹿児島中央駅」始発・「与次郎一丁目」終着の路線から、「鹿児島中央駅」→（「与次郎一丁目」）→「鹿児島中央駅」の循環路線に変更された。
26年連続で年間6億円の赤字を抱えているため、2020年4月1日と2021年4月1日の2段階に分けて全39路線のうち鹿児島交通と南国交通に各10路線ずつ移譲する事が決定している（詳細は「路線重複問題」の節を参照）。
2022年4月1日には、【4】玉里・城山線と【8】西玉里団地線の相互直通運転が開始された。
2023年4月1日にも、【3】玉里団地線と【5】日当平線の相互直通運転が開始された。
2023年4月1日現在
路線バス
カゴシマシティビュー
- カゴシマシティビュー：鹿児島中央駅 → 維新ふるさと館前 →西郷どん大河ドラマ館前 → 天文館 → 西郷銅像前 → 薩摩義士碑前 → 西郷洞窟前 → 城山 → 西郷洞窟前 → 薩摩義士碑前 → 西郷南洲顕彰館前 → 今和泉島津家本邸跡（篤姫誕生地）前 → 仙巌園（磯庭園） → 異人館（磯海水浴場）前 → 石橋記念公園前 → かごしま水族館前 → ドルフィンポート前 → 天文館 → 鹿児島中央駅[33]
- カゴシマシティビュー（夜景コース）：鹿児島中央駅 → 天文館 → ドルフィンポート → 市役所前 → 城山 → 西郷銅像前 → 天文館 → 鹿児島中央駅 ※主に土曜日など日を限定して運行[33]

サクラジマアイランドビュー
- 桜島港 → 火の島めぐみ館 → レインボー桜島 → ビジターセンター → 烏島展望所 → 赤水展望広場 → 赤水湯之平口 → 湯之平展望所 → 桜洲小学校前 → 桜島港[33]

定期観光バス

鹿児島中央駅発着で城山・仙巌園などの鹿児島市中心部の観光地を経由する、かごしま歴史探訪コースと鹿児島中央駅発着で桜島フェリーで桜島へ渡り島内の観光地を経由する、桜島自然遊覧コースがあったが、乗客数低迷などを理由として2021年末に廃止された。

### 路線・系統の変遷
1985年10月1日、市電上町線・伊敷線の廃止に伴う市バス路線の大幅な経路変更とダイヤ改正が実施された。以降、市営バスでは旅客の流動状況に応じてダイヤ改正時に経路改定を行い現在に至る。以下は交通局発行の路線図（不定期）を基に路線・系統の変遷を記している。なお、路線図にはダイヤ改正日の記載はなく、“この路線図は平成…年…月…日現在のものです”とおそらく発行日を記載しているため、路線一覧の日付もこの日付とする。
- この時のダイヤ改正は市電上町線・伊敷線廃止に伴う大幅路線改定で、市郊外の区間が大幅に縮小されている。【1】伊敷・清水町線が電車代替路線となっている。なお、当時から発行している1日乗車券は現在とは異なり、乗車日指定（販売所で購入の際、日付印を受ける）でバスについては乗車エリアが1区 - 3区までの区間指定制のため、谷山・武岡・伊敷・吉野地区では利用できなかった。電車・バス車内での購入もできなかった。

- この時点での変更点は次の通り

【1】伊敷・清水町線
起終点が伊敷町から伊敷脇田に延長、ならびに岩崎谷・長田町経由に変更。これは旧市電上町線の専用軌道跡の一般道路化が完成したための経路変更。これによりほぼ全区間が旧市電の路線跡に沿って運行するようになった。
【11】鴨池・冷水線
【11-2】岩崎谷経由の系統を新設、従来からの竪馬場経由と2本立てで運行。
【25】武岡団地線
系統を休止、これにより田上 - 原良団地間のバス運行がなくなる。2000年代に、武岡団地・武岡小前は9番線の一部として、武岡団地南・武岡団地入口は7番線の一部として復活する。
【26】原良団地線
通学時間帯に武岡台高校へ乗り入れ開始
※なお、このころより1日乗車券がスクラッチ式（利用客が購入後に自由に利用日を設定できる）になり、バスについても全線有効、車内での購入も可能になり、現在のシステムが確立された。
※停留所名の変更はこの時点ではない。
- この時点では大幅な変更はないが、【5】日当平線の起終点が交通局北営業所から伊敷ニュータウンへ延長、市営バスとしては初の伊敷ニュータウンの乗り入れである。また、このころより朝日通停留所が金生町に名称変更している。

- この時のダイヤ改正では長距離系統の分割や系統新設・区間短縮などやや大きい路線改定が行われている。主な改定点の概要は次のとおりである。

【1】伊敷ニュータウン線（旧伊敷・清水町線）
起終点を伊敷脇田から伊敷ニュータウンを経由して交通局北営業所に変更、伊敷ニュータウン内へ本格乗り入れが開始された一方、東側は市役所前 - 清水町間を休止した。路線名も伊敷ニュータウン線に変更。
【2】清水・常盤線（旧鼓川・常盤線）
当系統自身のルート変更は行われていないが、旧伊敷・清水町線の市役所前 - 玉龍高校前 ‐ 清水町間廃止に伴い、路線名を改称。
【3】玉里団地線（旧広木・玉里団地線）
西鹿児島駅 - 広木農協間を休止、これにより一部停留所が完全休止した。路線名も玉里団地線に改称
【5】日当平線
伊敷ニュータウン線新設により起終点を伊敷ニュータウンから再度、交通局北営業所にもどる。
【6】吉野線（旧唐湊・大明ヶ丘線）
旧唐湊・大明ヶ丘線のうち、西鹿児島駅以東（吉野方面）を系統分割し、吉野線として運行。この時点で大明ヶ丘地区の乗り入れは廃止。
【13】天保山線
市役所方面ゆきは新町経由、原良方面はほさど経由で運行。（2000年代には永吉方面に延伸される。）
【25】唐湊線（旧唐湊・大明ヶ丘線）
旧唐湊・大明ヶ丘線のうち、市役所前以西（唐湊方面）を系統分割し、唐湊線として運行。当時欠番となっていた【25】を使用し、25番線が唐湊線として復活する。
【27】西駅・与次郎線
系統新設

### 車両
国産4メーカーの車両が在籍している。かつては西日本車体工業の採用が多かったが、近年は純正車体が中心である。鹿児島市内のバス事業者の中では低床バスやリフトバス・低公害バスの導入には積極的である。
一般路線車は1989年以前は旧標準塗装（肌色と灰色のツートンカラーに白帯、一部茶色）、1990年以降は新標準塗装（空色の濃淡、白色、クリーム色の4色）。一部旧標準塗装から新標準塗装に塗り替えた車両もある。ノンステップバスおよび小型バスは山吹色に青色の斜め帯の塗装。桜島町営バスの引き継ぎ車は引き継ぎ前からの白色と紺色のツートンカラーのままである。1980年代後半に導入されたスケルトン車体の車両のうち、大型車はメーカーにかかわらず前面窓が1枚窓でワイパーがオーバーラップワイパーとなっている独自仕様であったが、ノンステップバスは前面2枚窓でワイパーも標準的なものとなっている。
カゴシマシティビューは中型バスをベースにした特殊構造の専用車を使用する。城山・磯コース用の車両は路面電車風のデザインで、ウォーターフロントコース用の車両は海とイルカをイメージしたデザインである。
サクラジマアイランドビューには専用の小型車（日野・ポンチョ）が使用される。
貸切車は鹿児島市交通局の自局発注車がベージュ色地にオレンジ・茶色・黒の三色の帯、桜島町営バスの引き継ぎ車が引き継ぎ前からの白地に青の桜島の模様を入れた塗装である。貸切バスのほか、定期観光バスにも使用されていた。

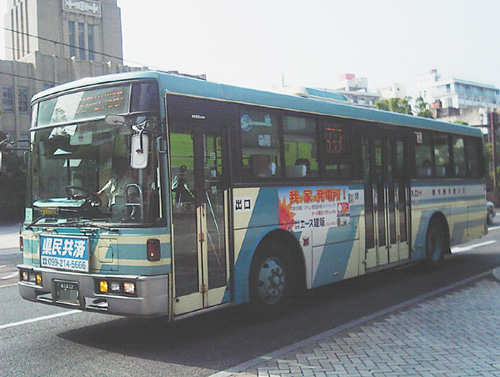
ツーステップバス一般路線車。現行塗装。
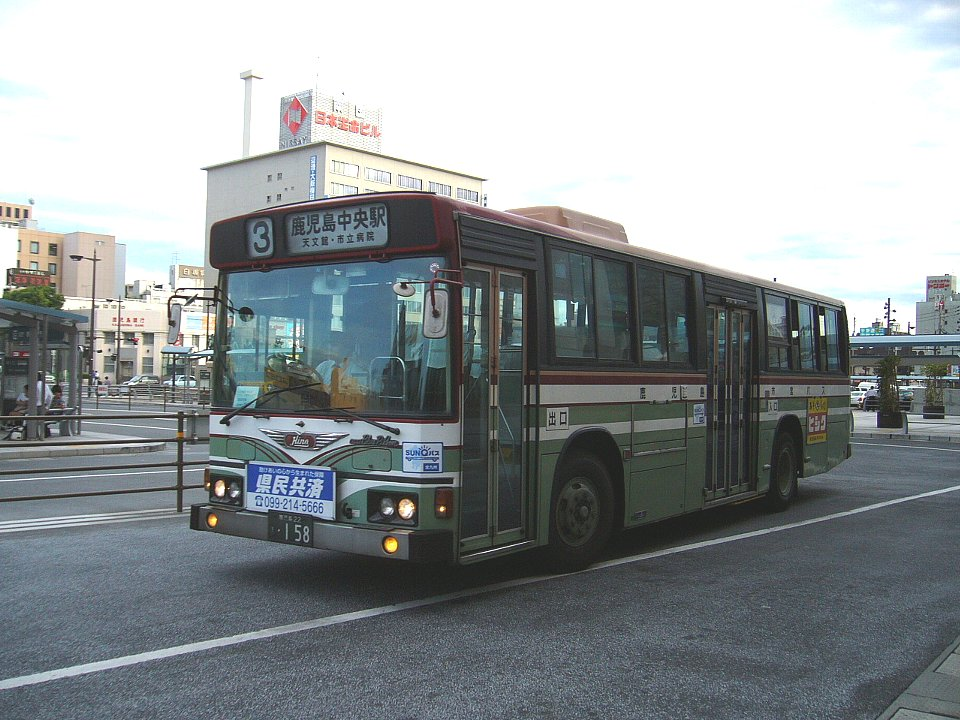
ツーステップバス一般路線車。1989年頃までの旧塗装。
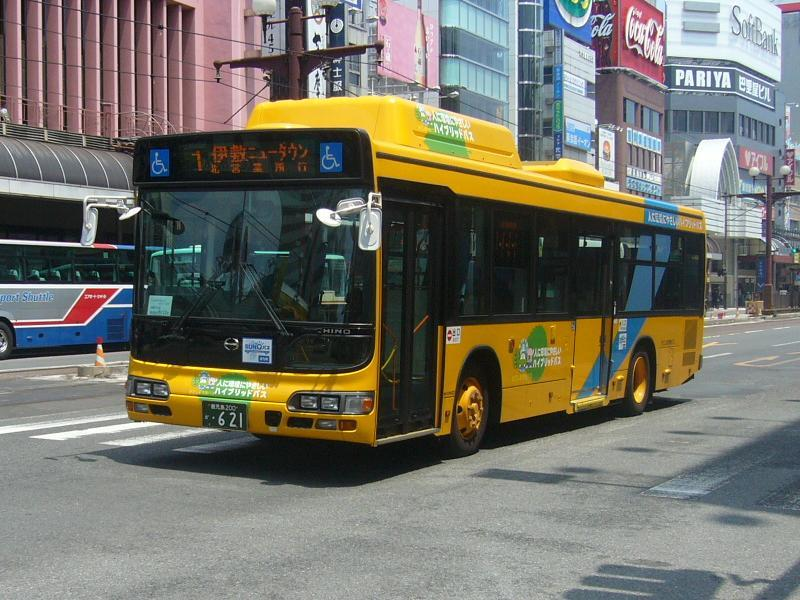
ノンステップバスおよび小型バスは写真のような塗装である。写真はハイブリッド車の大型ノンステップバス。
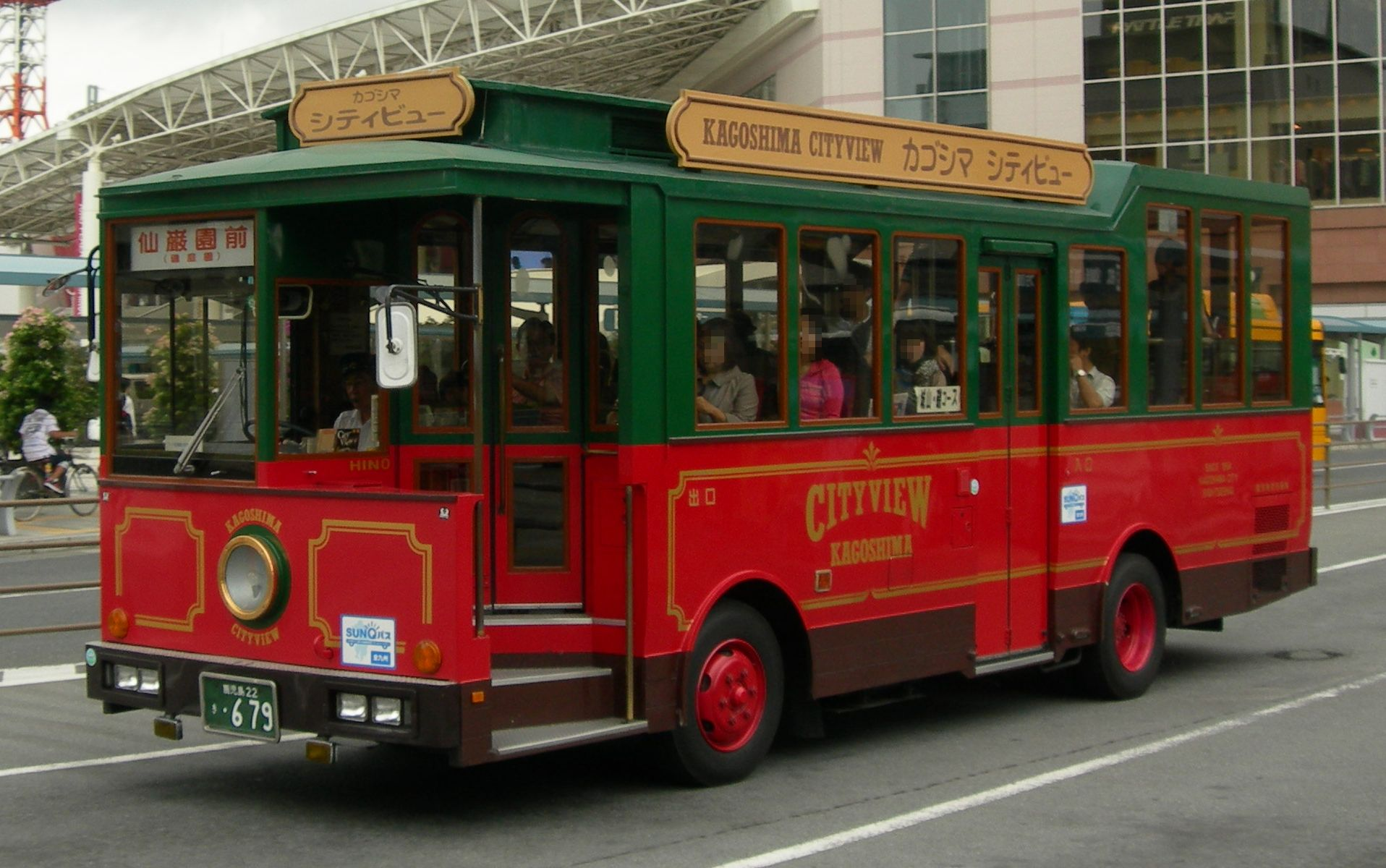
「カゴシマシティビュー」（城山・磯コース）の車両。1994年の運行開始時に導入されたもの。
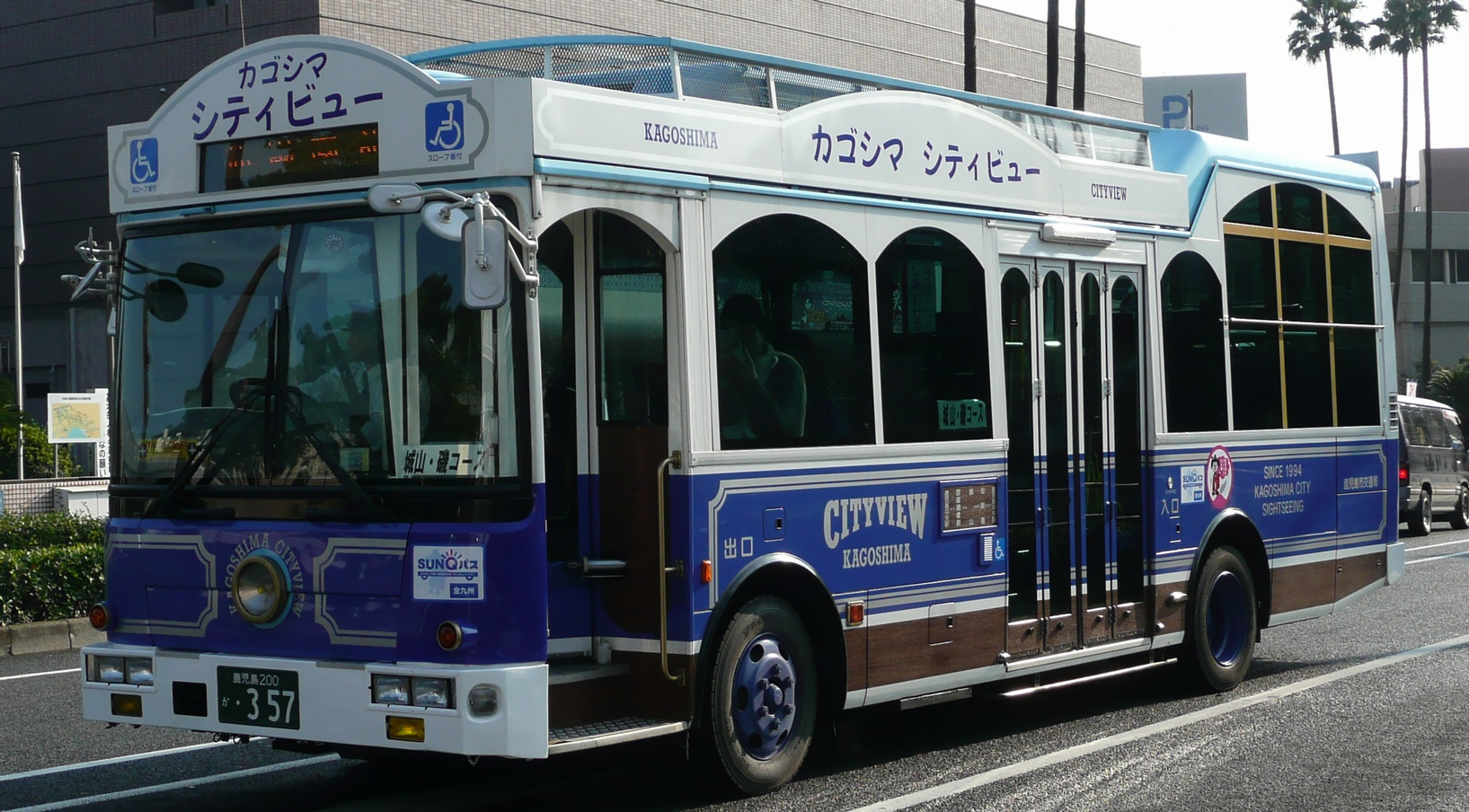
「カゴシマシティビュー」（城山・磯コース）の車両。運行開始より後年に追加導入されたもの。
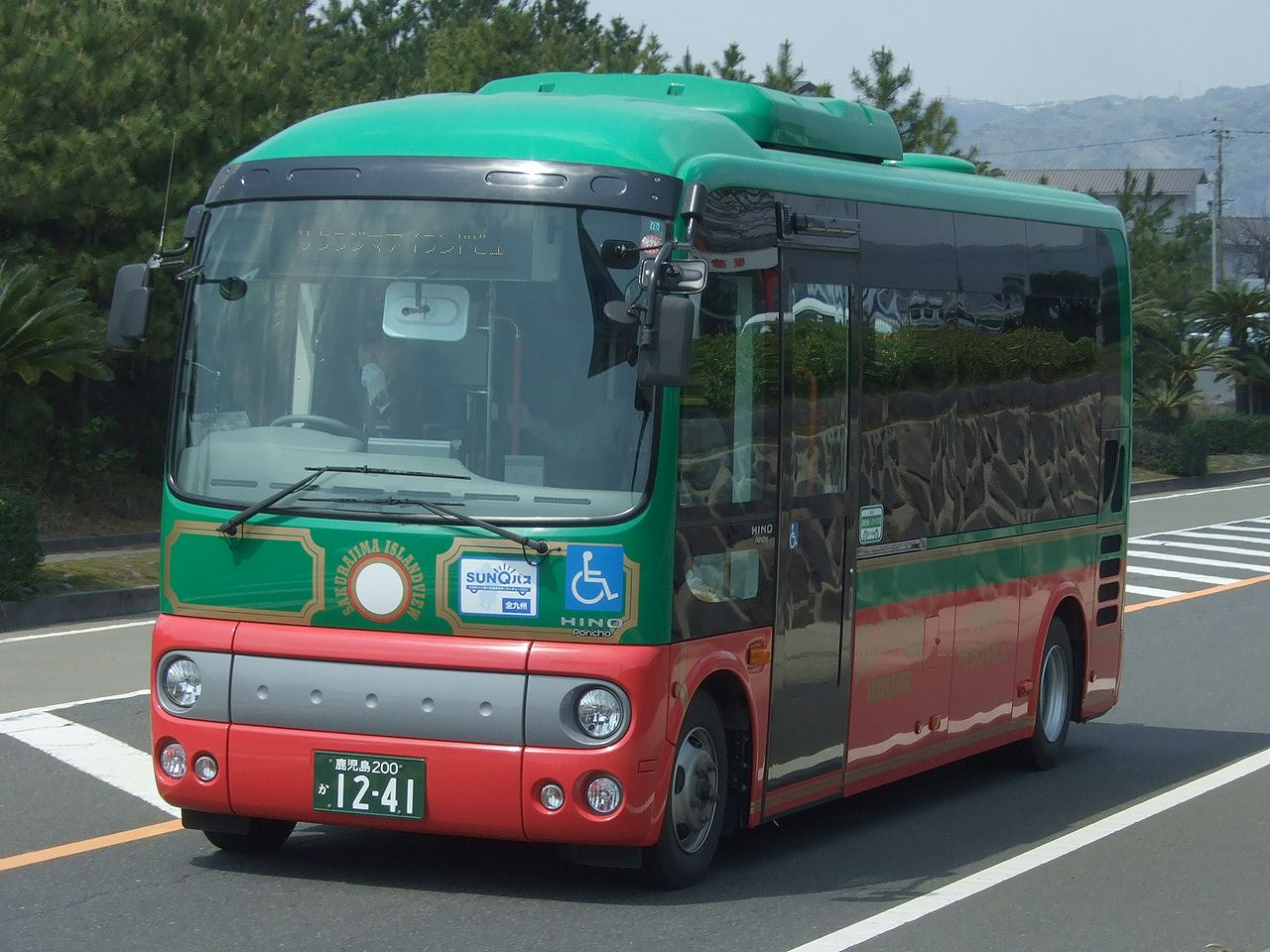
「サクラジマアイランドビュー」用の車両
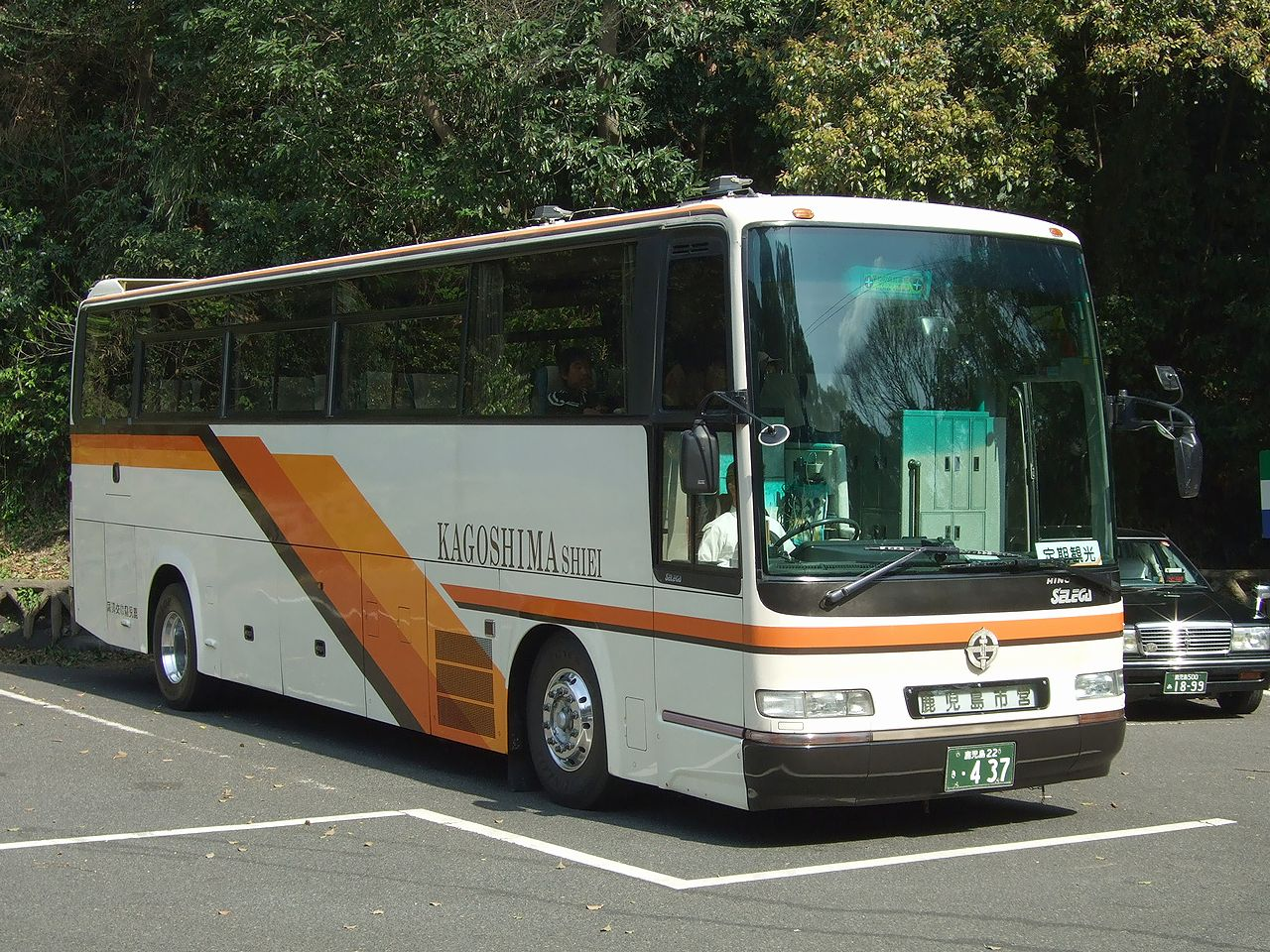
自局発注の貸切車を使用する定期観光バス（かごしま歴史探訪コース）。
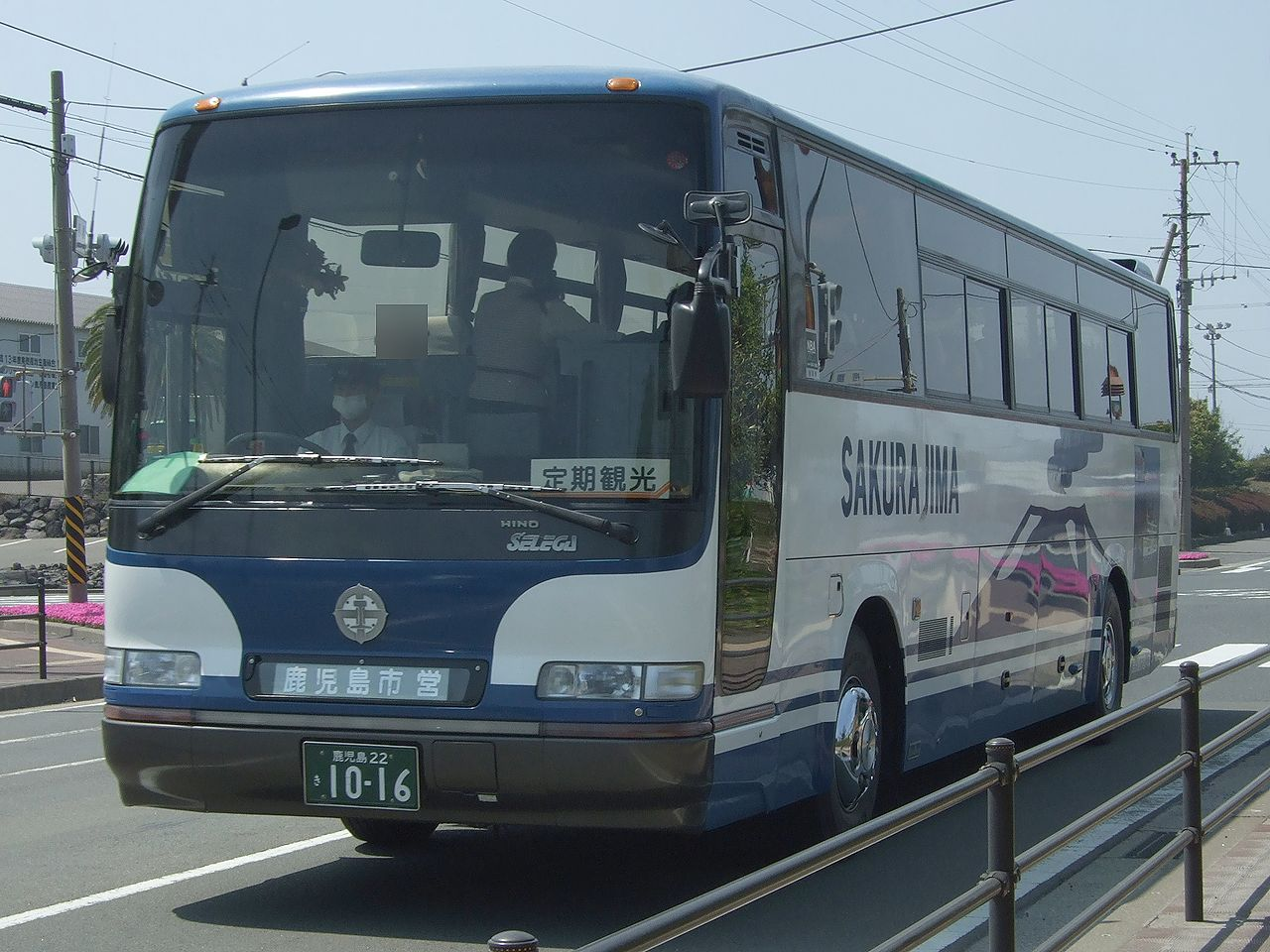
桜島町から引き継いだ貸切車を使用する定期観光バス（桜島自然遊覧コース）。

### 運賃
普通旅客運賃は、全線共通で一回の乗車につき大人230円・小児120円均一。

### 営業所
- 新栄営業所
- 浜町営業所
- 北営業所
- 桜島営業所（旧桜島町営バス）

### 路線重複問題

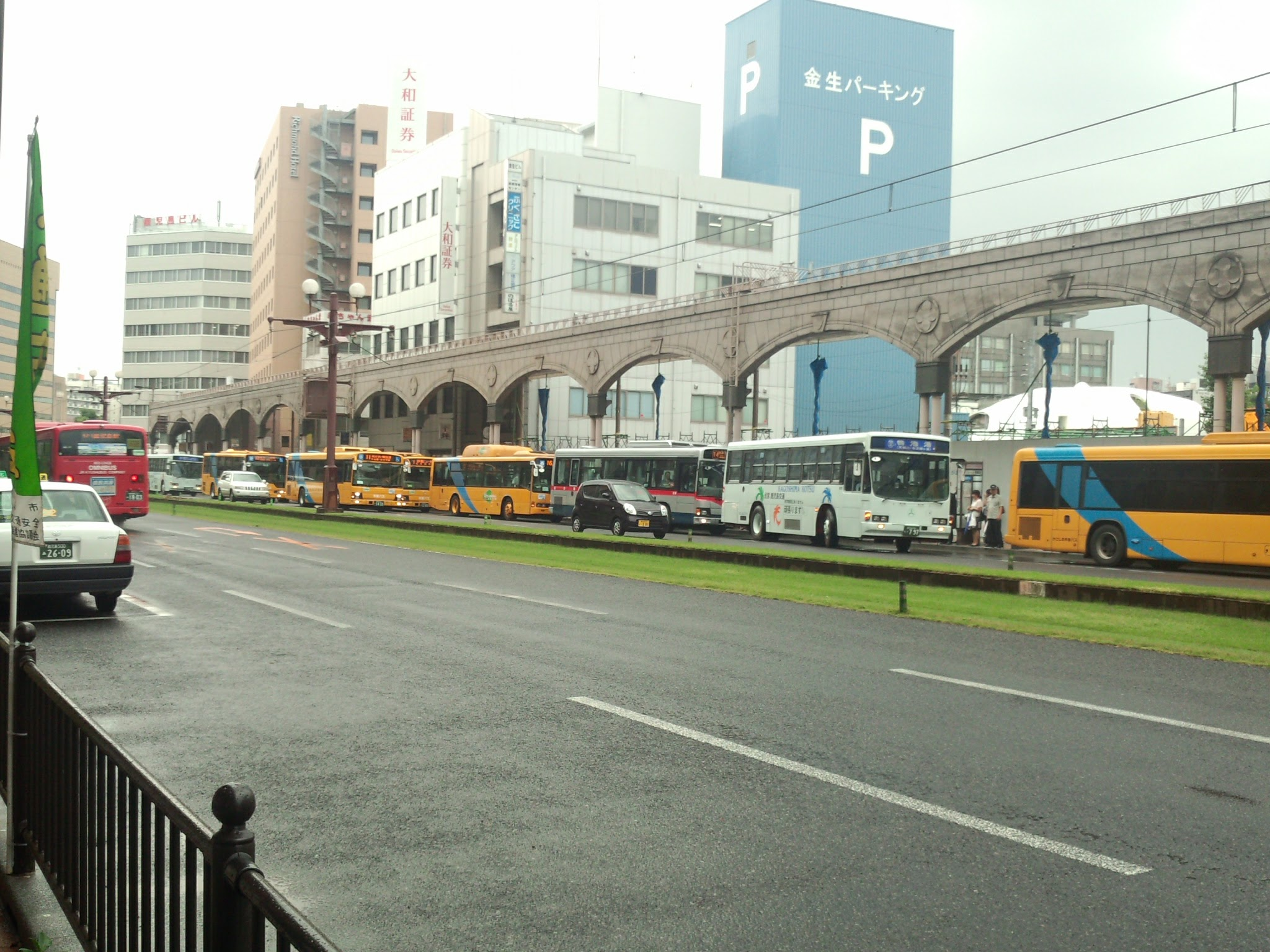
過剰な台数が集中する鹿児島市の路線バス。黄色の車体が鹿児島市営バス（金生町にて。2017年7月31日）

鹿児島市営バスと民間事業者のバスが競合する路線のほとんどは、もともと交通局が単独で運行していたところに規制緩和により民間事業者が参入したものであるが、交通局の「民間バスが入ってきたからといって、ダイヤを落とすことができない。サービスを落としたくないし、競争にも負けたくない」という考えから、過剰供給を認識しつつも抜本的な見直しができず、市営バスは年間約5億 - 6億円の赤字が続くこととなった。
この状況を受けて、2018年3月の鹿児島市交通事業経営審議会では、「民間事業者に一部路線を移譲して、人員・車両も含め事業規模を縮小する抜本的な見直しに取り組むべきである」との答申がされた。これを受けて交通局は2019年6月10日、2020年4月と2021年4月の2段階に分けて、市営バスの全39路線のうち20路線を、鹿児島交通と南国交通に10路線ずつ移譲する方針を明らかにした。移譲される路線については原則として3年間便数が維持されるが、その後は民間事業者によって便数が決定されることになる。

### 運転士不足問題
2025年1月時点で、路線バス運行に必要な運転士数は100人であるが、在籍する運転士は92人しかいない状況であった。現状は欠員を休日出勤や残業でカバーしている。働き方改革により休憩時間について改定が加えられたため、乗務員繰りが厳しくなっている。
2024年12月以降に13人の運転士を追加で確保し新ダイヤでの必要人数を上回る運転士数となり、休止していた貸切バスの民間への応援運行も再開する予定である。

### その他
アーティストのライブ会場に向かう臨時バスが運行される際、バスの行き先にそのアーティストの曲名と歌詞が表示される細工がされている。これは2013年に開催されたMr.Childrenのツアー時から行われており、遠方からの来場者へのファンサービスの一環とされている。鹿児島アリーナへの増車便を依頼された際に表示するかどうかを確認し、断りがない限り実施しているという。

## 乗車券・乗車カード

### 乗車券
一日乗車券
大人600円、小人300円。スクラッチ式で、市電、市営バス（含・カゴシマシティビュー）で使用できる。市営バス一般路線のうち、南国交通との共同運行路線では市営バス担当便のみ利用可能。桜島島内では、市営バス一般路線には使用できるが、周遊バスのサクラジマアイランドビューは利用不可。
SUNQパス（全九州版、南部九州版）
自局で発売していないが、2006年10月1日より市営バスの一般路線で使用できるようになっている（南国交通も加盟しているため、共同運行路線も全便で利用可能）。
CU-TE
1日券（大人1,200円、小人600円）、2日券（大人1,800円、小人900円）市電、市バス（含・カゴシマシティビュー、サクラジマアイランドビュー）、桜島フェリーで使用できる。2日券は連続する2日間で使用可能。また、市営バス一般路線のうち、南国交通との共同運行路線は市営バス担当便のみ利用可能。
旅名人の九州満喫きっぷ
自局では発行していないが、2008年4月18日より市電の全線で利用できるようになっている。

### 乗車カード
Rapica（ラピカ）
2005年4月1日に導入されたICカード。定期券、回数券として利用できる。鹿児島市交通局ではICカードへのチャージのことを「積み増し」と称しており、積み増し1,000円につき100円が自動的に合算される。なお、均一運賃で整理券を発行しない市電でも、システム上、乗車時と下車時にそれぞれICカードをタッチする必要がある。なお、ICカード利用時はバス乗車時の整理券取得（非均一運賃路線）と市電乗り換え時の乗換券の取得が不要になる。
SuicaやSUGOCA・nimocaなど全国交通系ICカードとの互換性は2019年7月現在もない。今後検討すると2017年に発表しているが、後述の通り導入には厳しい状況が続いている。
RapiトレCa
2006年11月1日に販売が開始された鹿児島市交通局オリジナルのトレーディングカード。1枚でRapicaに1,000円分の積み増しができる。2015年からはオリジナルデザインのRapiトレCaを作ることができるサービスも行っている。

## ICカード乗車券の相互利用問題

相互利用関係（クリックで拡大）

前節でも述べた通り、市電・市バスともに相互利用に対応した交通系ICカード（10カード）が利用できず、全国的に10カードが利用可能な事業者が増加している中、特に県外からの10カードを所持する利用客の不便を招いている。2018年9月には桜島フェリーにおいて10カード（PiTaPaを除く）の利用が可能になったほか、九州他県の主要事業者が10カードに対応する動きもあり、鹿児島市ないし鹿児島県において10カード導入に向けた動きが鈍いことに対してのネガティブ・キャンペーンが根強く、市議会議員や南日本新聞の報道本部長からの苦言もみられる。
交通局側は、Rapicaの利用を生かしつつ、相互利用対応交通系ICカードの片利用に対応する方向で検討を進めているが、現状年間数億円の赤字を出していることや、運用経費の問題なども重なっており、2018年時点では議論が進んでいない状況である。その一方、北薩線においてRapicaを導入しているJR九州バスは、同社の福岡県内の路線においてnimocaを導入していることを踏まえ、鹿児島市の対応次第では10カードに対応する趣旨の発言をしている。
また逆に、10カードを導入する以上、Rapicaを運用し続ける意味はないとの声も上がっている。
2019年8月1日より、交通局の一部営業所にて、Rapica（定期券も含む）を交通系ICカードのSF残高で購入することができるなどの対応がスタートしている。
なお相互利用とは直接関係ないが、JR東日本とソニーイメージングプロダクツ&ソリューションズが開発中の、Suicaと各地域の交通系ICカードを1枚のカードにまとめられる2in1カード「地域連携ICカード」への協力と導入が鹿児島市議会「平成31年第1回定例会」で取り上げられたが、反対多数により不採択となった。
その後、交通局ではRapicaの機器類が老朽化したことに伴い将来の姿を検討し、クレジットカードのタッチ決済の導入を目指す方向であることが明らかになった。市電の利用を対象として、2022年11月よりVisaのタッチ決済、2023年4月より順次JCB、Mastercard、銀聯、アメリカン・エキスプレス、ダイナース、ディスカバーのタッチ決済の実証実験が開始された。2024年3月1日より、市バス（「あいばす」を除く）もタッチ決済の対象となった。

## 市電・市バスゆ〜ゆ〜フェスタ
2002年から「市電・市バスゆ〜ゆ〜フェスタ」を開催。交通局施設を一般に開放し、ペインティングバスの製作やトロッコ車の体験乗車、鉄道模型の展示会なども行われる。ただし、2005年は行われなかったほか、新型コロナウイルスの感染拡大が起こった2020年以降は実施されていない。
| 年     | 実施日   | 備考 |
| ------ | -------- | --- |
| 2002年 | 8月18日  | |
| 2003年 | 8月17日  | |
| 2004年 | 8月8日   | |
| 2006年 | 10月29日 | |
| 2007年 | 10月28日 | |
| 2008年 | 10月19日 | |
| 2009年 | 11月29日 | |
| 2010年 | 10月31日 | |
| 2011年 | 10月30日 | |
| 2012年 | 12月1日  | |
| 2013年 | 10月20日 | |
| 2014年 | 10月19日 | 〜ありがとう高麗町〜2014市電・市バスゆーゆーフェスタとして開催。 ここまで高麗町開催。                                                        |
| 2015年 | 10月24日 | 祝！新施設オープン 2015市電・市バスゆーゆーフェスタとして開催。 ここから上荒田町開催。この回のみ各地の路面電車事業者のグッズ販売も行われた。 |
| 2016年 | 10月16日 | 祝！移転1周年2016市電・市バスゆーゆーフェスタとして開催。                                                                                    |
| 2017年 | 10月21日 | |
| 2018年 | 10月20日 | |
| 2019年 | 10月19日 | |